# Hyorhinomys stuempkei
Hyorhinomys stuempkei є видом пацюків з Індонезії.

## Середовище проживання
Відомий лише за типовою місцевістю на висоті 1600 метрів над рівнем моря на горі Дако, Толітолі, розташованому на північному півострові Сулавесі, однак гірські місця на північному півострові не були добре обстежені, тому поширення залишається невідомим. Цей вид споріднений з іншими пацюками, які мешкають лише на острові Сулавесі. Вид був знайдений на висоті 1600 м над рівнем моря в гірському лісі без ознак порушення з боку людини, проте вид не був знайдений під час відлову в зрілому лісі на низьких висотах (400–500 м над рівнем моря). Вид, імовірно, нічний, наземний, шлунок містив безхребетних.

## Загрози
Про загрози для цього виду нічого не відомо. Однак продовження втрати лісового середовища існування на Сулавесі є імовірною загрозою для цього виду. Єдина відома місцевість цього виду розташована в 19 590 га Гунунг Дако Кагар Алам (Природний заповідник гори Дако).